# Henk van Gemert
 (septembre 2018).
Si vous disposez d'ouvrages ou d'articles de référence ou si vous connaissez des sites web de qualité traitant du thème abordé ici, merci de compléter l'article en donnant les références utiles à sa vérifiabilité et en les liant à la section « Notes et références ».
Hendricus Jacobus van Gemert (16 mars 1913 - 2002) est un peintre néerlandais né et mort à Amsterdam.

## Biographie
Van Gemert avait quatre ans lors du décès de son père et c'est son père adoptif qui l'initia à la peinture.
Il travaille à Amsterdam dans la société Van Leer & Co quand la guerre éclate, il se retrouve alors sans emploi et commence à peindre de plus en plus. Il voyage dans le Limbourg et peint des paysages pittoresques qui seront exposés régulièrement à Amsterdam et La Haye. C'est là que l'Allemand Hermann Goering lui achète une toile, celui-ci l'invite ensuite à rejoindre la Chambre de la Culture, van Gemert refuse et se réfugie avec sa femme et sa fille Gonda au Château de Geulzicht à Valkenburg qui sert d'hôtel à l'époque, il paie sa pension avec ses toiles. 
Les deux dernières années de la guerre, Van Gemert prend contact avec Karel Appel avec qui il aura un atelier en commun sur Zwanenburgwal à Amsterdam. À la fin de la guerre il vit dans le château de Weerd où il se lie d'amitié avec le peintre De Jong, propriétaire du château. Ils partent tous deux en voyage pendant un an, il se pose d'abord à Bruxelles en Belgique puis à Aix-en-Provence dans le sud de la France. Il règle encore ses frais avec ses œuvres. Il peint beaucoup entre Marseille et Toulon.
En 1947, van Gemert, organise une exposition à ses propres frais rue de Saint-Philippe du Roule à Paris, sans grand succès. Il retourne ensuite régulièrement en France et combine son travail en tant qu'artiste avec un travail à mi-temps pour le Rijksmuseum et le Stedelijk Museum d'Amsterdam. En 1957, il travaille pour une agence de voyages et profite de nombreux déplacement en Europe méridionale pour peindre. En 1966, il se remarie et s'installe définitivement en France dans un château délabré qu'il achète et restaure à Chomérac en Ardèche.
En 1982, part dans le sud de l'Espagne et s'installe à La Coveta Fuma. Son style change complètement pour l'abstrait dans le style du Tachisme et de l'Action Painting). Sa production est élevée et il expose régulièrement.
Il se remarie dans les années 1990 et meurt à Amsterdam en 2002.

## Ses quatre périodes
- Période hollandaise (1940 - 1947)
- Période du Sud-européenne (1947 - 1960)
- Période française (1966 - 1980)
- Période espagnole (1982 - 1998)

## Expositions
- 1941 : La Haye
- 1944 : Maastricht
- 1946 : Amsterdam (Stedelijk Museum )
- 1947 : Paris (Henk van Gemert, peintures et dessins, 17 janvier au 14 février), Amsterdam (Fodor Museum)
- 1950 : Amsterdam (Stedelijk Museum )
- 1957 : Luxembourg
- 1967 : Privas
- 1986 : Ciudad Patricia
- 1988 : Alicante
- 1989 : Madrid (Salon d'exposition de Bellas Artes)
- 1990 : Bagnères-de-Luchon
- 1992 : Moscou
- 1993 : Paris
- 1994 : Den Blankenburgh
- 1996 : Maastricht